# Kärrskinn
Kärrskinn (Hyphoderma deviatum) är en svampart som först beskrevs av S. Lundell, och fick sitt nu gällande namn av Erast Parmasto 1968. Kärrskinn ingår i släktet Hyphoderma och familjen Meruliaceae.  Arten är reproducerande i Sverige. Inga underarter finns listade i Catalogue of Life.